# Aldbrough (East Riding of Yorkshire)
Aldbrough – wieś i civil parish w Anglii, w hrabstwie East Riding of Yorkshire. Leży 18 km na północny wschód od miasta Hull i 258 km na północ od Londynu. W 2001 miejscowość liczyła 1336 mieszkańców.